# テピダリウム

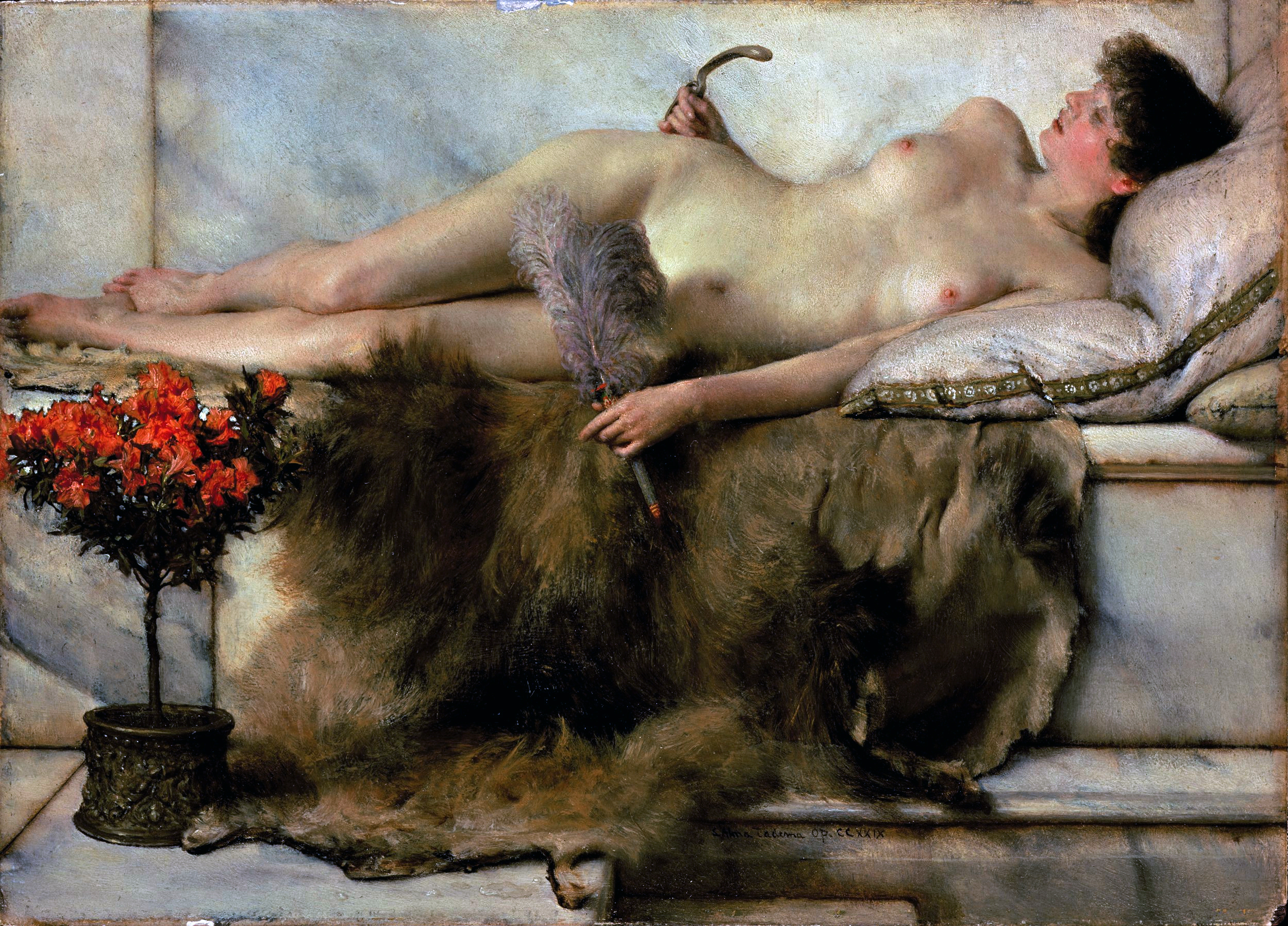
The Tepidarium (1881) ローレンス・アルマ＝タデマ画

テピダリウム（tepidarium）は、古代ローマの公衆浴場にあった微温浴室。床暖房システムの一種であるハイポコーストで熱していた。テピダリムは、床や壁に接する部分から人体に熱がほどよく伝わることを特徴とする。
ポンペイには興味深いテピダリウムの例がある。半円形の筒型ヴォールトで覆われ、レリーフや化粧しっくいで装飾され、男像柱でそれぞれ区切られた休憩できる壁龕が周囲の壁に並んでいる。ローマの公衆浴場では、テピダリウムはその中心の大ホールとなっていて、そこから他のグループ化されたホールに出入りするようになっていた。入浴者はまずテピダリウムに入り、そこから高温浴室（カルダリウム）や冷室（フリギダリウム）へと向かったと思われる。テピダリウムは大理石やモザイクで豪華に飾られていた。高窓から採光し、貴重な芸術品を飾っていた。1546年、パウルス3世の命による発掘でカラカラ浴場からファルネーゼのヘーラクレースなどの彫像、現在バチカンにある緑色の玄武岩でできた石棺、その他多数の宝物が見つかり、バチカンやナポリの博物館に移された。